# Pronti contro termine
I pronti contro termine (PCT o p/t) sono contratti nei quali un venditore cede in cambio di denaro un certo numero di titoli a un acquirente e si impegna, nello stesso momento, a riacquistarli dallo stesso acquirente a un prezzo e ad una data predeterminata. L'operazione consiste, quindi, in un prestito di denaro da parte dell'acquirente e un prestito di titoli da parte del venditore.
Questo tipo di operatività è stata introdotta in Italia nel 1979. La durata del contratto è collocata nel breve termine (in media 1-3 mesi, raramente fino a un anno). I titoli sottostanti sono, di solito, titoli di Stato o titoli monetari.

## Prezzo di acquisto, prezzo di vendita e rendimento
Il prezzo di vendita è fissato in base al valore nominale del titolo sottostante, opportunamente maggiorato del rateo della cedola in corso se è un'obbligazione; ovvero per le azioni maggiorato dell'eventuale dividendo di periodo atteso fra la data a pronti e quella termine. Il prezzo di riacquisto è determinato in base al prezzo di vendita e al tasso di interesse concordato tra le parti. Il rendimento dell'operazione è la differenza tra il prezzo di riacquisto e il prezzo di vendita.
Il titolo sottostante è chiaramente emesso da un soggetto differente dalla banca, ovvero dalle controparti del PCT. Diversamente, questo ha gli stessi flussi finanziari ed equivale a un'obbligazione di tipo zero coupon bond, a capitale garantito e priva di cedole intermedie.
Un istituto di credito concede i pronti contro termine per un temporaneo bisogno di liquidità, e lucra investendo il denaro fino alla data di riacquisto dei titoli. Non necessariamente si tratta di investimenti a basso rischio, in obbligazioni o titoli di Stato, anche se la banca si impegna a garantire un interesse certo al cliente.
L'istituto di credito, nel caso di strumenti che non hanno un prezzo predeterminato, come le azioni, si espone al rischio di ripagare il titolo più del valore corrente di mercato alla data di riacquisto. Se il valore di riacquisto è però inferiore al prezzo dello strumento, tale rischio si trasforma in un'opportunità di arbitraggio, rivendendolo ai prezzi correnti.
L'istituto di credito può azzerare il rischio di controparte, con un'operazione di segno opposto verso lo stesso soggetto emittente i titoli, acquisto a pronti contro denaro e vendita a termine ai prezzi di mercato. Il richiedente può ad esempio essere un'impresa con temporanee esigenze di liquidità, che non intende o ha difficoltà a finanziarsi con aumenti di capitale sociale, obbligazioni o prestiti.
La banca acquista i titoli dall'emittente e li ricolloca a pronti nel mercato al loro valore nominale; quindi, la banca ritira i titoli e paga ai clienti il prezzo a termine, e li restituisce all'emittente che rimborsa il prezzo pattuito con la banca.
Il profitto è pari alle differenze fra prezzo di acquisto e vendita (al valore nominale) a pronti, e fra prezzo di acquisto e vendita a termine. In genere, l'istituto applica all'impresa un interesse anticipato sul prezzo di acquisto dei titoli. Talora, il contratto prevede delle clausole che esonerano l'istituto di credito dall'obbligo di riacquisto alla data di scadenza, ad esempio in caso di fallimento della società che ha emesso i titoli (oggetto dello scambio a pronti e a termine).

## Utilizzatori
Molti sono i soggetti potenzialmente sottoscrittori di un pronti contro termine; nei prossimi paragrafi sono riportati i principali.

### Banca d'Italia
La Banca d'Italia utilizza tale strumento per finalità di controllo della base monetaria indirizzando nel contempo i tassi di interesse. A seconda della congiuntura di mercato la Banca d'Italia è venditrice o acquirente; il tasso sottostante è deciso in base alle politiche di breve periodo che intende perseguire.

### Intermediari finanziari
Lo strumento finanziario è utilizzato dagli intermediari per tenere sotto controllo la propria liquidità oppure come strumento di raccolta, offerto alla clientela, su cui è possibile erogare tassi più elevati in quanto non sottoposto ai vincoli della riserva obbligatoria (che rappresenta un costo per l'intermediario).

### Imprese
Lo strumento finanziario è utilizzato per ricevere finanziamenti nel breve periodo, smobilizzando temporaneamente il proprio portafoglio titoli.

### Risparmiatori
I pronti contro termine sono utilizzati dai risparmiatori come metodo per l'impiego di denaro nel breve termine a tassi molto vicino a quello di mercato. L'interesse non necessariamente è proporzionato, e nemmeno maggiore, con la durata del conferimento, dipende dalle esigenze di liquidità della banca, che può avere investimenti con ottimo profilo di rischio/rendimento nell'orizzonte di un mese e spingere la raccolta con un interesse maggiore per i pronti con tale scadenza. Alcune banche richiedono di pagare commissioni per il deposito titoli, oltre 20% di tassa governativa, e ciò rischia di erodere l'interesse, se l'investimento è di piccolo importo.
Il pronti contro termine è un titolo non liquidabile prima della data di scadenza. La banca si impegna a riacquistare i titoli nella data a termine, e in tale occasione il risparmiatore deve essere effettivamente in possesso dei titoli a pronti.

## Contabilizzazione
La disciplina civilistica in tema di bilancio è stata modificata dal D.Lgs. N. 6 del 2003 (cosiddetta “Riforma del diritto societario”), in vigore dal 1º gennaio 2004,tra le principali novità :Disciplina delle operazioni P/TSe c'è obbligo di retrocessione a termine (caso più comune per i titoli), devono restare iscritte nel bilancio del venditore a pronti (art. 2424-bis comma 5), contro un credito nel bilancio dell'acquirente. Le parti rilevano con poste di debito e credito, oneri e proventi derivanti dal contratto secondo la competenza economica (c.c. art. 2425-bis comma 3). Per gli enti finanziari e creditizi, se c'è facoltà di retrocessione a termine, devono restare iscritte nel bilancio dell'acquirente a pronti. Il venditore a pronti deve registrare nei conti d'ordine l'impegno di riacquisto a termine.

## Estinzione anticipata
Di norma non è consentita l'operazione a termine dei titoli prima della scadenza (vendita alla banca, riacquisto dell'emittente). Altri istituti applicano una penale per l'estinzione anticipata, ovvero pagano il prezzo a termine mentre trattengono gli interessi maturati sul titolo sottostante fino alla data di estinzione anticipata. Diversamente dalle obbligazioni, i pronti contro termine sono un contratto "nominativo" tra le parti, e quindi non possono essere ceduti a terzi prima della scadenza.

## Tassazione
Il rendimento viene tassato alla fonte. La legge finanziaria di dicembre 2011 ha introdotto due differenti aliquote di tassazione, con riferimento alla differenza di prezzo a pronti/termine, e agli interessi maturati sul titolo nello stesso periodo. Contemporaneamente, ha uniformato la tassazione sulle rendite finanziarie, aumentando quella dei pronti contro termine dal 12.5% al 20%, a prescindere dal titolo sottostante. In seguito, con gli articoli 3 e 4 del decreto legge 24 aprile 2014, n. 66, convertito, con modificazioni, dalla legge 23 giugno 2014, n. 89 la tassazione sulle rendite finanziarie differenza fra prezzo a pronti e prezzo a termine è passata dal 1º luglio 2014 al 26%. Resta al 12.5% la tassazione degli interessi maturati su sottostanti titoli di Stato, mentre è adeguata al 26% la tassazione degli interessi su qualsiasi altro tipo di sottostante. La perdita eventuale (prezzo a termine minore di quello a pronti) non è deducibile, premesso che è un evento raro, perché di prassi il prezzo a termine è noto a priori, e non indicizzato a qualche variabile finanziaria.